# Jason Davis (actor)
Jason Davis (14 de octubre de 1984 - 16 de febrero de 2020) fue un actor estadounidense, conocido por su papel como la voz de Mikey Blumberg de la serie de televisión animada Recess. 

## Primeros años y carrera
Davis nació en Salt Lake City, Utah, el 14 de octubre de 1984. Era hijo del inmigrante y viticultor turco-estadounidense Nebil Zarif  y la judía estadounidense Nancy Davis, hija del industrial y multimillonario Marvin Davis, y nieto de Barbara Davis. Tiene dos hermanos: Brandon Davis y Alexander Davis y dos medias hermanas, Isabella y Mariella Rickel, del segundo matrimonio de su madre con Ken Rickel.
Davis tuvo un papel protagónico en Recess, como Mikey Blumberg de 1997 a 2001. Davis también apareció en 7th Heaven como Dwight Jefferson. También apareció en Millionaire Matchmaker y Jessabelle. Davis fue miembro del elenco de la cuarta temporada de Celebrity Rehab con el Dr. Drew de VH1 , que documentó su tratamiento por abuso de sustancias.
Al momento de su muerte, Davis estaba programado para aparecer en la próxima serie de televisión, The Two Jasons.

## Problemas Legales
Davis fue arrestado el 28 de enero de 2011 en Newport Beach, California, por posesión de una sustancia controlada.

## Muerte
Davis murió en Los Ángeles, California, el 16 de febrero de 2020, a la edad de 35 años. La causa de su muerte se reveló como los efectos del fentanilo; se dictaminó que fue un accidente.

## Filmografía
| Año       | Título                                           | Papel                         | Notas                             |
| --------- | ------------------------------------------------ | ----------------------------- | --------------------------------- |
| 1993–1995 | Roseanne                                         | Niño vampiro odioso           | 3 episodios                       |
| 1994      | El mundo de Dave                                 | Marco                         | Episodio: "Es una broma"          |
| 1995      | El crudo oasis                                   | Patrón crudo del bar Oasis    |                                   |
| 1997      | Beverly Hills Ninja                              | Joven haru                    |                                   |
| 1997      | Séptimo cielo                                    | Dwight Jefferson              | 3 episodios                       |
| 1997      | Las langostas                                    | Vaquero                       |                                   |
| 1997-2001 | Receso                                           | Mikey Blumberg, Tubby (voces) | Función protagonista / recurrente |
| 1998      | Desayuno con Einstein                            | Alegre                        | Película de televisión            |
| 1998      | ¡Mafia!                                          | Geno                          |                                   |
| 1998      | Hora pico                                        | Niño en el teatro             |                                   |
| 2001      | Receso: la escuela terminó                       | Mikey Blumberg (voz)          |                                   |
| 2001      | Receso de Navidad: Milagro en Third Street       | Mikey Blumberg (voz)          | Directo a video                   |
| 2003      | Receso: todos crecidos                           | Mikey Blumberg, Tubby (voces) | Directo a video                   |
| 2003      | Receso: Tomar el quinto grado                    | Mikey Blumberg, Tubby (voces) | Directo a video                   |
| 2005      | Superficie                                       | Sean                          | 1 episodio                        |
| 2008      | Fab Five: El escándalo de las porristas de Texas | Tim                           | Película de televisión            |
| 2013      | Ángel caido                                      | Agente                        | Cortometraje                      |
| 2014      | El no tiene juego                                | Él mismo                      | 1 episodio                        |
| 2014      | Los diarios del baño                             | Enzo                          | Episodio: "C: Precaución"         |